# Aagaardia oksanae
Aagaardia oksanae är en tvåvingeart som beskrevs av Makarchenko 2005. Aagaardia oksanae ingår i släktet Aagaardia och familjen fjädermyggor. Inga underarter finns listade i Catalogue of Life.